# Peter Hetzel

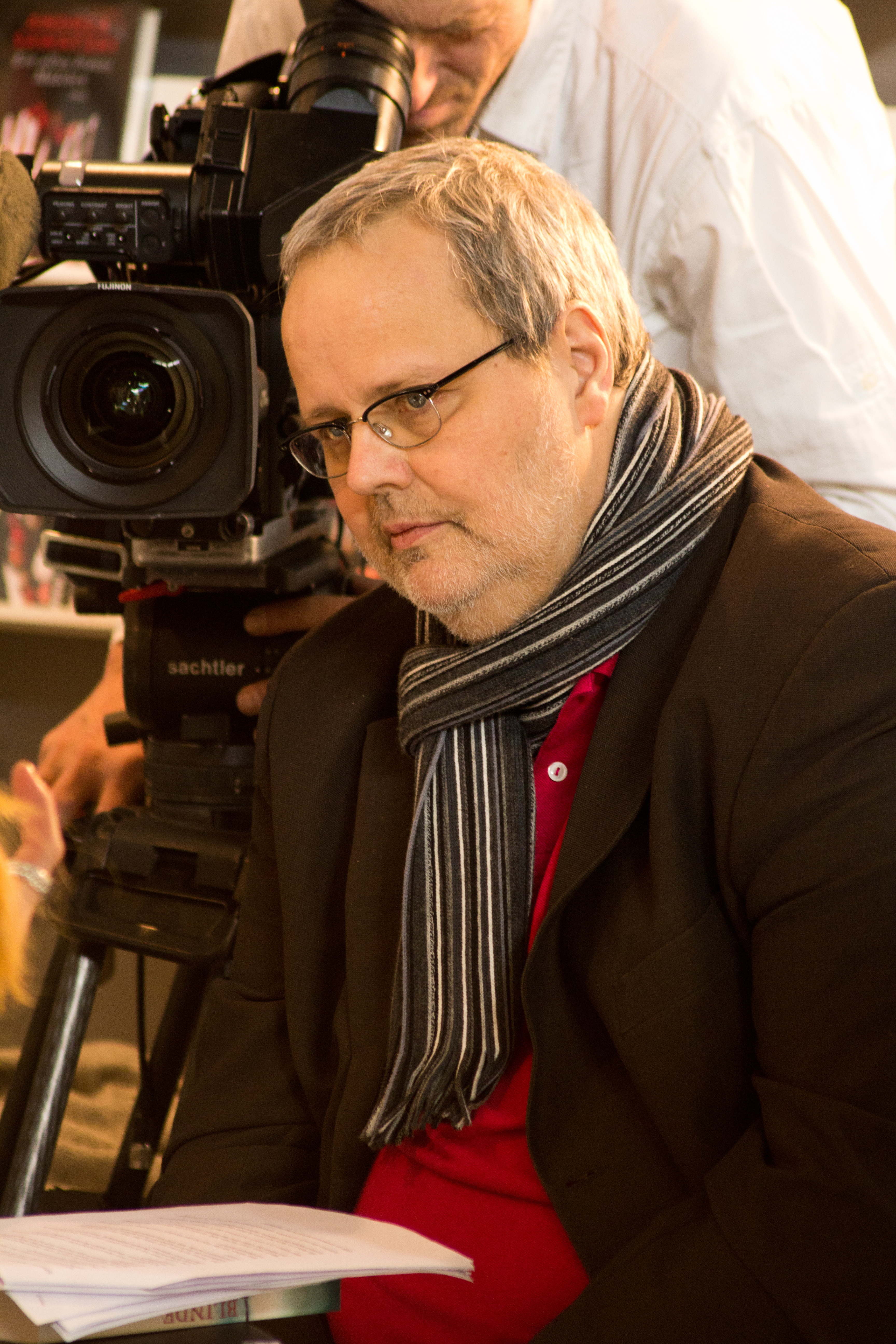
Peter Hetzel (2013)

Peter Martin Hetzel (* 19. Dezember 1960 in Meisenheim; † 29. Juni 2014) war ein deutscher Literaturkritiker, Journalist und Autor.

## Leben
Nach dem Abitur leistete Hetzel den Zivildienst ab und absolvierte eine Ausbildung zum Verlagskaufmann. Beim Rowohlt Verlag war er als Lektor von Kriminalromanen tätig. In seiner beruflichen Funktion wurde er 1987 in eine Sendung des Sat.1-Frühstücksfernsehens eingeladen. Der Sender schlug ihm einen Wechsel in den Fernsehjournalismus vor. Seit 1987 arbeitete er beim Frühstücksfernsehen von Sat.1. Er verfasste Fernseh- und Buchrezensionen und führte Interviews mit Günter Grass, Martin Walser, Maximilian Schell, Mario Adorf, Frederick Forsyth, Michael Crichton, Umberto Eco und anderen. Am 22. Dezember 2012 stellte er das 4200. Buch bei Sat.1 vor.
Er schrieb Jugendbücher in der Reihe Die coolen Haie, die im Baumhaus-Verlag Bergisch Gladbach erschienen sind.
Am 29. Juni 2014 verstarb Peter Hetzel nach schwerer Krankheit.

## Werke (Auswahl)
In der Jugendbuch-Reihe Die coolen Haie erschienen mit Illustrationen von Jens Jeddeloh:
- Die coolen Haie
- Attacke! Keiner besiegt uns (2007)
- Hart auf hart (2007)
- In der Schneehölle (2007)
- Heiße Jagd (2008)
- Schweinerei. Emons, Köln 2014, ISBN 978-3-95451-268-3.